# Antoni Brell
Antoni Brell fou un compositor i mestre de capella català que va viure al segle XVII. Durant els anys 1671-1690 va ser mestre de capella de la col·legiata de Sant Nicolau d'Alacant. Va escriure Tono per a 3 v i Ac al darrer terç del segle XVII.
Es conserven obres seves als fons musical de l'Església parroquial de Sant Pere i Sant Pau de Canet de Mar.